# Helen Flint
Helen Flint (14 de enero de 1898 – 9 de septiembre de 1967) fue una actriz estadounidense. 
Flint empezó a trabajar como corista en Ziegfeld Follies cuando tenía 17 años. Trabajó en más de 20 producciones en Broadway entre 1921 y 1946.
Flint apareció en 20 películas entre 1931 y 1944. Principalmente interpretaba papeles de mujeres sórdidas que se disponían sexualmente. Entre sus apariciones incluyen Ah, Wilderness! y Black Legion. Flint interpretó a Minna Tipton en Little Lord Fauntleroy, producida por David O. Selznick.
Su última aparición fue en The Dancer (1953) en Nueva York.
Se casó con H. Spencer Auguste el 27 de enero de 1938, en Palm Beach, Florida. Se divorciaron en Reno, Nevada, el 7 de enero de 1939.
El 9 de septiembre de 1967, Flint murió en un hospital en Washington, D. C., después de haber sido atropellada. Tenía 69 años.

## Filmografía[6]
| Año  | Título                   | Personaje            | Observaciones      |
| ---- | ------------------------ | -------------------- | ------------------ |
| 1931 | The Clyde Mystery        | Ann Clyde            | Cortometraje       |
| 1934 | The Ninth Guest          | Sylvia Inglesby      |                    |
| 1934 | Midnight                 | Ethel Saxton         |                    |
| 1934 | Manhattan Love Song      | Carol Stewart        |                    |
| 1934 | Handy Andy               | Mrs. Beauregard      |                    |
| 1934 | Broadway Bill            | Mrs. Henry Early     | Sin acreditar      |
| 1935 | Devil Dogs of the Air    | Mrs. Brown           | (escena eliminada) |
| 1935 | While the Patient Slept  | Isobel Federie       |                    |
| 1935 | Doubting Thomas          | Nelly Fell           |                    |
| 1935 | Ah, Wilderness!          | Belle                |                    |
| 1936 | Riffraff                 | Sadie                |                    |
| 1936 | Little Lord Fauntleroy   | Minna                |                    |
| 1936 | Early to Bed             | Mrs. Duvall          |                    |
| 1936 | Fury                     | Franchette           |                    |
| 1936 | A Son Comes Home         | Belle                | Sin acreditar      |
| 1936 | Give Me Your Heart       | Dra. Florence Cudahy |                    |
| 1937 | Black Legion             | Pearl Danvers        |                    |
| 1937 | Sea Devils               | Sadie Bennett        |                    |
| 1937 | Step Lively, Jeeves!     | Babe                 |                    |
| 1937 | Married Before Breakfast | Miss Fleeter         |                    |
| 1937 | Blonde Trouble           | Lucille Sears        |                    |
| 1942 | Time to Kill             | Marge                | Sin acreditar      |
| 1944 | Gaslight                 | Franchette           | Sin acreditar      |